# KSHMR
Niles Hollowell-Dhar (Berkeley, California; 6 de octubre de 1988), conocido por su nombre artístico KSHMR (pronunciado "Kashmir"), es un DJ, remezclador y productor discográfico estadounidense. Su principal estilo musical es el electro house. A partir de 2014, comenzó a producir bajo el nombre de KSHMR después de haber dejado el dúo The Cataracs.

## Biografía
Niles Hollowell-Dhar nació el 6 de octubre de 1988, es hijo de un emigrante indio. Cuando estaba en Berkley High School, Niles conoció a su amigo  David "Campa" Benjamin Singer-Vine y formaron el dúo "The Cataracs". El dúo empezó a tener éxito; desafortunadamente el 23 de agosto de 2012, el dúo anuncia la salida de David, por lo que Niles decidió producir solo usando el nombre de The Cataracs. Después de eso, Niles decide dejar el nombre de The Cataracs, orientandose a otro género de música.
Actualmente produce EDM bajo el seudónimo de KSHMR, especializandose en el Electro House, Big Room House y Progressive House y en 2017 lanza su propio sello discográfico, Dharma Worldwide.

## Carrera como solista
Antes de comenzar su faceta como Dj, Niles ha producido multitud de éxitos comerciales para algunos artistas del nivel de Selena Gómez, Dev, Enrique Iglesias, Pitbull, 50 cent, Snoop Dogg... como por ejemplo...
- Sweat - Snoop Dogg
- Heart Attack - Enrique Iglesias
- I'm a freak - Enrique Iglesias (feat.) Pitbull
- The Enforcer - 50 Cent
- Slow down - Selena Gómez
- Partition - Beyoncé

A finales de 2013, Niles Hollowell-Dhar comenzó a mezclar música orientada al género electro house utilizando "KSHMR" como nuevo alias. Bajo este nombre ha lanzado varias canciones en Beatport. KSHMR ha colaborado con artistas del panorama de la música electrónica como Bassjackers, Firebeatz, R3hab, DallasK, Dillon Francis, Maddix, Carnage, Timmy Trumpet, Hardwell y Tiësto. La mayoría de sus producciones son lanzadas a través del sello Spinnin' Records. 
Su primer lanzamiento se tituló "Megalodon", después produjo "baila", luego "Omnislash" y seguidamente saco su cuarto éxito "Leviathan". Fue editado el 24 de febrero de 2014 por la discográfica Spinnin' Records. KSHMR comenzó a captar atención cuando su sencillo "Burn", una colaboración con DallasK, se convirtió en el más vendido en el portal digital Beatport. Una coproducción con R3hab titulada "Karate" ingresó en la lista de sencillos de Francia.
Alcanzó el reconocimiento internacional con el sencillo «Secrets», una coproducción con el DJ y productor neerlandés Tiësto con las voces de la australiana Vassy, logrando ingresar en las listas musicales europeas y llegando a la cima de la tabla de Beatport; también alcanzó el puesto NO. 1 en Beatport, en colaboración con Bassjackers y la cantante Sirah; bajo el nombre "Memories".
En 2015 ha sido nombrado como el DJ número 23 del mundo, según la revista DJMAG., siendo una de las entradas más destacadas del Top.
El logotipo, así como su nombre artístico y algunas canciones como "Delhi", "JAMMU", "Kashmir" y su EP, "Paradesi EP", están inspirados básicamente en el estado de Cachemira.
Lanzó "The Lion Across The Field EP" el 13 de mayo de 2016, su primer álbum. Co-escribió y co-produjo "Tsunami" con DVBBS & Borgeous, así como "Stampede" de DVBBS, Borgeous, y Dimitri Vegas y Like Mike, entre otras canciones. El 23 de julio de 2016, realizó su primer set en el festival de música Tomorrowland (festival), en el maintage. El 5 de septiembre de 2016, colaboró con Tigerlily para lanzar su nuevo single, "Invisible Children". Hollowell-Dhar dijo: "El proyecto ya fue un gran comienzo.Me agregó mis ideas y se reunió muy rápidamente.El nombre proviene de un término que se refiere a los niños de los barrios marginales en la India y lugares en todo el mundo donde la pobreza es tan rampante que la gente empieza a Dejar de notar ". Dos semanas más tarde, fue galardonado con la categoría de "Best Live Act" en el DJ Mag 2016. Su lugar se elevó del 23 al 12 en la lista de DJ's Top 100 de los DJs del DJ 2016. El 24 de octubre de 2016, colaboró con Bassjackers para lanzar su single "Extreme" con Sidney Tipton vía Spinnin 'Records. En una declaración por correo electrónico, Bassjackers dijo: "Además de una conexión musical, también desarrollamos una amistad fuera de la música, creemos que la amistad contribuye a lo que hace que esta canción sea tan especial". En octubre de 2016, lanzó su nueva canción con Will Sparks, "Voices".
Una de sus producciones ha sido "Bazaar" con Marnik, este track es himno oficial del SUNBURN GOA 2015 Festival, del mismo modo a producido "Mandala" junto a Marnik feat. Mitika y "SHIVA" con Marnik feat. The Golden Army, ambas son himnos del SUNBURN GOA 2016 Festival y SUNBURN GOA 2017 Festival respectivamente.
KSHMR ha logrado un gran éxito, no solo por sus producciones, sino también por su particular forma de mostrarse ante sus fanes. Hoy en día KSHMR ha logrado estar en el punto más alto de la música electrónica colocando la gran mayoría de sus producciones y colaboraciones en el top ten (mayormente #1) de Beatport. Igualmente no solamente se volvió un Dj/Productor que sabe colocar sus tracks en lo más alto, sino que incluso es una especie de "Robin Hood" de los shows ya que siempre quiere sentirse conectado con el público de cualquier forma y una de ellas es el precio de sus entradas, incluso decidió bajar el precio de lo que fue su primera presentación como KSHMR.
En 2016 ha sido nombrado como el DJ número 12 del mundo, según la revista DJmag, siendo la entrada más alta en la lista.
En 2017 vuelve y repite la misma posición 12, según la revista DJMAG.
A principios de 2021 lanzó dos canciones: "The World We Left Behind" con Karra y "Around the World" junto a el productor Noumenn y la voz no acreditada de Ivy, el 15 de enero y el 26 de febrero respectivamente, como el primer y segundo sencillo de su álbum de estudio debut Harmonica Andrómeda. El resto del álbum se lanzó el 19 de marzo. El 11 de junio, se lanzó una versión de lujo del álbum con 5 nuevas pistas.
En ese mismo año, alcanza su mejor posición en la dicha encuesta ubicándose en el número 11.

## Ranking DJ Mag
| DJ Mag | 2015 | 2016 | 2017 | 2018 | 2019 | 2020 | 2021 | 2022 | 2023 | 2024 |  |
| ------ | ---- | ---- | ---- | ---- | ---- | ---- | ---- | ---- | ---- | ---- |  |
| KSHMR  | 23°  | 12°  | 12°  | 18°  | 15°  | 12°  | 11°  | 12°  | 15°  | 14 ° |  |

## Discografía

### Álbumes
- 2021: KSHMR – Harmonica Andromeda (Dharma Worldwide)
- 2021: KSHMR – Harmonica Andromeda Deluxe (Dharma Worldwide)
- 2023: KSHMR - KARAM (Dharma Worldwide)

### EP
- 2015: KSHMR – Paradesi EP (Descarga gratuita)
- 2016: KSHMR – The Lion Across The Field EP (Spinnin' Records)
- 2017: KSHMR – Materia EP (Dharma Worldwide)

### Sencillos
2014:
- Megalodon [Spinnin' Records]
- ¡Baila!  [FREE DOWNLOAD]
- Omnislash  [FREE DOWNLOAD]
- No Heroes (con Firebeatz feat. Luciana)  [Spinnin' Records]
- Dogs (feat. Luciana) [FREE DOWNLOAD]
- Burn (con DallasK) [Revealed Recordings / Spinnin' Records / Ultra Music]
- Leviathan  [FREE DOWNLOAD]
- Burn (Let Your Mind Go) (con DallasK feat. Luciana) [Spinnin' Records]
- Karate (con R3hab) [Spinnin' Records]

2015:
- Dead Mans Hand [Spinnin' Records]
- Clouds (con Dillon Francis feat. Becky G) [FREE DOWNLOAD]
- Secrets  (con Tiësto feat. Vassy) [Musical Freedom] EUA Dance # 15,[12] CAN # 68[13] NOR # 11, SUE # 24, FRA #27[6]
- The Spook (feat. BassKillers & B3nte) [FREE DOWNLOAD]
- Toca (con Carnage & Timmy Trumpet) [Ultra Music]
- Kashmir [Paradesi EP] [FREE DOWNLOAD] [Spinnin' Records]
- Delhi [Paradesi EP] [FREE DOWNLOAD]
- JAMMU [Paradesi EP] [Spinnin' Records]
- Lazer Love (con VASKI feat. Francisca Hall) [FREE DOWNLOAD] [Spinnin' Records]
- Imaginate (con Dzeko & Torres) [FREE DOWNLOAD] [Spinnin Records]
- Memories (con Bassjackers feat. Sirah) [Spinnin' Records]
- Heaven (con Shaun Frank Feat. Delaney Jane) [Spinnin' Records]
- It Follows (con Disasterpeace) (KSHMR Halloween Special) [FREE DOWNLOAD]
- Strong (con R3hab) [Spinnin Records]
- Bazaar (con Marnik) (Official Sunburn Goa 2015 Anthem)  [Spinnin Records]
- Deeper (con Zaxx) [FREE DOWNLOAD] [Musical Freedom]

2016:
- Touch (con Felix Snow feat. Madi) [The Lion Across The Field EP] [Spinnin Records]
- Wildcard (feat. Sidnie Tipton) [The Lion Across The Field EP] [Musical Freedom]
- Jungle Whistle [The Lion Across The Field EP] [Spinnin Records]
- SleepWalk [The Lion Across The Field EP] [Spinnin Records]
- Dadima [The Lion Across The Field EP] [Spinnin Records]
- Dhoom [The Lion Across The Field EP] [Spinnin Records]
- Hymn Of Refletion [The Lion Across The Field EP] [Spinnin Records]
- Dharma (con Headhunterz) [Spinnin' Records]
- Invisible Children (con Tigerlily) [Spinnin' Records]
- Voices  (con Will Sparks) [FREE DOWNLOAD] [Spinnin' Premium]
- Extreme (con Bassjackers feat. Sidnie Tipton) [Spinnin' Records]
- The Spook Returns (con B3NTE & Badjack) [FREE DOWNLOAD] [Spinnin' Premium]
- Creep (Radiohead Cover) [FREE DOWNLOAD]
- Mandala (con Marnik feat. Mitika) (Official Sunburn 2016 Anthem) [Spinnin' Records]

2017:
- Back To Me (con Crossnaders feat. Micky Blue) [Spinnin' Records]
- Strange Lands [FREE DOWNLOAD]
- Harder (junto a Tiësto con Talay Riley) [Musical Freedom] EUA Dance Airplay # 28[14]
- Festival Of Lights (con Maurice West) [Materia EP] [Dharma Worldwide]
- Kolkata (con JDG & Mariana BO) [Materia EP] [Dharma Worldwide]
- The Serpent (con Snails) [Materia EP] [Dharma Worldwide]
- Divination (con No Mondays) [Materia EP] [Dharma Worldwide]
- Power (con Hardwell) [Spinnin' Records] / [Revealed Recordings]
- Underwater (feat. Sonu Nigam) [Dharma Worldwide]
- Islands (con R3hab) [Dharma Worldwide]
- Shiva (con Marnik feat. The Golden Army) (Official Sunburn 2017 Anthem) [Dharma Worldwide]

2018:
- House Of Cards (feat. Sidnie Tipton) [Dharma Worldwide]
- GLADIATOR (con Mark Sixma) [FREE DOWNLOAD] [Dharma Worldwide / Procter Records]
- Doonka (con Mr. Black) [FREE DOWNLOAD] [Dharma Worldwide]
- Carry Me Home (feat. Jake Reese) [Dharma Worldwide]
- OPA (con Dimitri Vegas & Like Mike) [Tomorrowland 2018 EP] [Smash The House]
- Neverland (con 7 Skies) [Dharma Worldwide]
- Good Vibes Soldier (feat. Head Quattaz) [Dharma Worldwide]
- The Spook Returns (con B3NTE & Badjack) (Da Tweekaz Edit) [FREE DOWNLOAD] [Spinnin' Premium]
- Magic [Dharma Worldwide]
- Lucky Chances (con Bali Bandits feat. Jason Zhang) [Billboard]

2019:
- Lucky Chances (con Bali Bandits feat. Maddie Dukes) [Dharma Worldwide]
- No Regrets (con Yves V feat. Krewella) [Dharma Worldwide]
- Devil Inside Me (con KAAZE feat. Karra) [Dharma Worldwide]
- The People (con Timmy Trumpet) [Dharma Worldwide]
- Lies (con B3rror feat. Luciana) [Dharma Worldwide]
- My Best Life (feat. Mike Waters) [Dharma Worldwide]
- My Best Life (feat. Mike Waters) [Club Mix] [Dharma Worldwide]

- Bombay Dreams (con Lost Stories feat. Kavita Seth) [Dharma Worldwide]
- Do Bad Well (feat. NEVVE) [Dharma Worldwide]
- Alone (con Marnik feat. Anjulie & Jeffrey Jey) [Spinnin' Records]

2020:
- Alone (con Marnik feat. Anjulie & Jeffrey Jey) [Club Mix] [Spinnin' Records]
- Over and Out (con Hard Lights feat. Charlott Boss) [Dharma Worldwide]
- Bruk It Down (con Sak Noel feat. TxTHEWAY) [Dharma Worldwide]
- Voices (con Brooks feat. TZAR) [Dharma Worldwide]
- The Prayer (con Timmy Trumpet & Zafrir) [SINPHONY Records / Spinnin Records]
- Casual (con KSHMR feat. Nevve) [Dharma Worldwide]
- Kids (con Stefy De Cicco feat. MKLA) [Dharma Worldwide]
- Let Me Go (con Alok feat. MKLA) [Controversia Records]
- Scare Me (con LUM!X, Gabry Ponte feat. Karra) [Spinnin' Records]
- One More Round (Free Fire Booyah Day Theme Song) (feat. Jeremy Oceans) [Spinnin' Records]

2021:
- The World We Left Behind (feat. Karra) [Dharma Worldwide] EUA Dance/Electronic # 48[15]
- Around the World  (feat. NOUMENN) [Dharma Worldwide]
- Harmonica Andromeda [Dharma Worldwide]
- Midnight Lion Walk [Dharma Worldwide]
- Blood In The Water [Dharma Worldwide]
- Gypsy Waltz [Dharma Worldwide]
- Mystical Beginning (feat. Karra) [Dharma Worldwide]
- Song Of War [Dharma Worldwide]
- I Will Be A Lion (feat. Jake Reese) [Dharma Worldwide]
- The Little Voice [Dharma Worldwide]
- Paula [Dharma Worldwide]
- You Don't Need To Ask (feat. TZAR) [Dharma Worldwide]
- Dusty Fairytale [Dharma Worldwide]
- Slow (con Mahmut Orhan feat. Karra) [Dharma Worldwide]
- Tupinambá [Dharma Worldwide]
- Come To Life [Dharma Worldwide]
- Ready To Love [Dharma Worldwide]
- Winners Anthem (con Zafrir) [Dharma Worldwide]
- Reunion (Free Fire 4th Anniversary Theme Song) (Dimitri Vegas & Like Mike, KSHMR, Alok with Zafrir) [Smash the House/Controversia]
- Over You (feat. Lovespeake) [Dharma Worldwide]

2022:
- Lionheart (feat. Divine, LIT killah, Jeremy Oceans & Karra) [Dharma Worldwide]
- Ininna Tora (con Timmy Trumpet & Mildenhaus) [Dharma Worldwide]
- Maria Maria (con Azteck) [Dharma Worldwide]
- Anywhere's Home [Dharma Worldwide]
- The Devil You Know (feat. Micky Blue) [Dharma Worldwide]
- Get With Nobody (feat. Baimz) [Dharma Worldwide]

2023:
- Major Lazer (con Quarterhead) [Dharma Worldwide]
- Lonely People (con WILZBACH feat. roger weeks) [Dharma Worldwide]
- Heartbeat [Dharma Worldwide]
- Bhussi (feat. Seedhe Maut & Karan Kanchan) [Dharma Worldwide]
- Close To You (con Maddix) [Dharma Worldwide/Revealed Recordings]
- Eternity (con Timmy Trumpet & Bassjackers) [Spinnin Records]
- Legacy (feat. Raftaar) [Dharma Worldwide]
- KARAM [Dharma Worldwide]
- Tears On The Dancefloor (feat. Hannah Boleyn) [Dharma Worldwide]
- Tears On The Dancefloor (feat. Hannah Boleyn) [Night Mode] [Dharma Worldwide]

2024:
- All Night (con gritney) [Dharma Worldwide]
- Happy (feat. Tiina) [Dharma Worldwide]
- Aawara (con King & Zaeden) [Dharma Worldwide]
- Devotion (con 22Bullets) [Dharma Worldwide]
- Satisfaction [Dharma Worldwide]
- Take Me Home, Country Roads [Dharma Worldwide]
- Out Of Control (con 7 Skies) [Dharma Worldwide]
- My Best Life (feat. Mike Waters) (Psy Mix) [Dharma Worldwide]
- Kolkata (con JDG & Mariana BO) [Techno Version] [Dharma Worldwide]
- Khoye Yahaan (con OTIOT feat. KEL) (Official Sunburn 2014 Anthem) [Dharma Worldwide]

### Remixes
- 2014: Martin Garrix & MOTi – Virus (How About Now) (KSHMR Remix/VIP House Version) [FREE DOWNLOAD]
- 2015: Galantis – Runaway (KSHMR Remix)
- 2015: NERVO – It Feels (KSHMR Remix)
- 2015: Bassjackers – Savior (REEZ & KSHMR Remix) [FREE DOWNLOAD]
- 2015: DJ Jean – The Launch (KSHMR Remix)
- 2015: Avicii – For a Better Day (KSHMR Remix)
- 2015: Tiësto & KSHMR feat. Vassy – Secrets (KSHMR VIP Remix)
- 2015: Shaun Frank & KSHMR – Heaven (KSHMR Remix) [FREE DOWNLOAD]
- 2015: Kiiara – Feels (KSHMR Remix) [FREE DOWNLOAD]
- 2016: R3hab Feat. Ciara – Get Up (KSHMR Remix)
- 2016: KSHMR & Felix Snow feat. Madi – Touch (VIP Remix) [FREE DOWNLOAD]
- 2016: KSHMR feat. Sidnie Tipton – Wildcard (VIP Remix)
- 2016: KSHMR & Tigerlily – Invisible Children (KSHMR Remix)
- 2017: Nero – Two Minds (KSHMR & Crossnaders Remix)
- 2017: Game of Thrones (KSHMR & The Golden Army Remix) [FREE DOWNLOAD]
- 2018: Gladiator  (KSHMR & Mark Sixma Remix) [FREE DOWNLOAD]
- 2018: KSHMR & Mr. Black – Doonka (Psy Edit) [FREE DOWNLOAD]
- 2019: KSHMR feat. Mike Waters – My Best Life (Club Mix)
- 2019: U2 & A.R. Rahman – Ahimsa (KSHMR Remix)
- 2020: Marnik & KSHMR feat. Angulie & Jeffrey Jay – Alone (Club Mix)
- 2020: SHAUN & Advanced feat. Julie Bergan – My Bad (KSHMR Edit)
- 2021: KARRA – Underwater (KSHMR Remix)
- 2024: RAJA KUMARI -JUICE (KSHMR Remix)

### Futuros lanzamientos
| Canción             | Colaboración      | Reproducida en                                   | Sello Discográfico                     | Informacion sobre los futuros lanzamientos |
| ------------------- | ----------------- | ------------------------------------------------ | -------------------------------------- | --- |
| ID                  | Hardwell          |                                                  | Revealed Recordings / Dharma Worldwide | |
| Crashing Down       | Carnage & Showtek | Ultra Miami 2018                                 | Dharma Worldwide                       | KSHMR aun no ha comentado nada acerca de esta colaboracion                                                                                        |
| ID                  | Don Diablo        |                                                  | HEXAGON / Dharma Worldwide             | |
| Lost In The Echoes  |                   | Instagram Live                                   | Dharma Worlwide                        | KSHMR menciona que muy probablemente nunca sea lanzada                                                                                            |
| De La Noche         |                   | EDC Las Vegas Virtual Rave-A-Thon (May 16, 2020) | Dharma Worlwide                        | |
| ID                  |                   | Welcome To KSHMR Vol. 9                          | Dharma Worldwide                       | |
| Into The Fire       |                   | Welcome To KSHMR vol. 9                          | Dharma Worlwide                        | |
| Never Love Me Again |                   | Ultra Miami 2018                                 | Dharma Worldwide                       | Palabras de KSHMR en una pregunta acerca de la cancion "Honestamente, no valia la pena terminar esta cancion al 100%, mentalmente segui adelante. |

### Sin lanzamiento oficial
| Año  | Canción     | Colaboración               | Sello Discográfico | Reproducida en          | Comentario |
| ---- | ----------- | -------------------------- | ------------------ | ----------------------- | --- |
| 2015 | Power       |                            | Dharma Worldwide   | Welcome To KSHMR Vol. 2 | Antigua versión de Power sin Hardwell, KSHMR no tenía planeado lanzarlo pero unió el proyecto con Hardwell y fue lanzado mediante nueva versión por lo cual esta quedó descartada. |
| 2016 | Flutes Away | Breathe Carolina           | Dharma Worldwide   | SLAM! Mix Marathon 2016 | KSHMR no tiene planes de lanzarla. |
| 2017 | Chile       | ESKO & SOKRVT feat. Angela | Dharma Worldwide   | Welcome To KSHMR        | KSHMR dejó en claro que perdió el proyecto, pero Angela confirmó que se va a lanzar el track en este año muy pronto.                                                               |

### Remixes sin lanzamiento oficial
- 2017: Parvati Khan - Jimmy Jimmy Aaja (KSHMR Remix)
- 2016: Marnik - Shinobi (KSHMR Edit)
- 2017: Borgeous - Sins (KSHMR Remix)
- 2016: Cindy Alma - Sad Song (KSHMR &  QUINTINO Remix) (?)
- 2021: tomtyhj -Sins (original)
- 2024: Headhunterz & KSHMR - Dharma (KSHMR Remix)SPINNIN'